# Escudo de Granada (España)
El escudo de la ciudad de Granada (España) es uno de los símbolos institucionales distintivos de la ciudad, el cual suele figurar en el interior de la bandera de la ciudad. Fue concedido en su disposición actual por la reina Isabel II, en 1843.

## Descripción
El escudo es partido y medio cortado:
- El primero, en campo de plata las figuras de los Reyes Católicos sentados en sus tronos, con corona y manto, en sus colores naturales, el rey Fernando de Aragón a la derecha con una espada en la mano diestra y la reina Isabel de Castilla con un cetro en la suya, cubiertos por un dosel rojo.

- El segundo de oro con la Torre de la Vela de la Alhambra mazonada de plata, sumada una bandera de España de gules y oro.

- El tercero de plata una granada al natural, rajada de gules, sostenida, tallada y hojada de dos hojas de sinople. Bordura de doce compones alternándose León y Castilla, los compones del jefe y de la punta con los castillos sumados por dos banderas de gules. El escudo está orlado con una cinta de oro con los títulos de la ciudad: muy noble, muy leal, nombrada, grande, celebérrima y heroica ciudad de Granada, y rematada en su parte inferior por una borla de oro. Se timbra con la corona real.

## Historia
El escudo oficial actual de la ciudad de Granada y sus títulos completos, le fueron concedidos por la reina Isabel II en 1843. El 26 de mayo de dicho año, el batallón de Asturias, que tenía su guarnición en la ciudad de Granada, seguido de la milicia y apoyado por el pueblo granadino, se levantaba en favor de la reina Isabel II y contra el regente, el general Espartero, proclamando su independencia del Gobierno de España y constituyéndose en Junta Provincial, siendo la segunda ciudad de España que lo hizo.
El general Espartero ordenó acabar este levantamiento y envió para ello una división al mando del general Álvarez, que inició las operaciones de sitio de la Ciudad, que adoptó las medidas pertinentes para su defensa, levantando la bandera en la Torre de la Vela de la Alhambra, y haciendo tocar repetidamente su campana, negándose la Junta a entregar Granada. El general Álvarez fue relevado por el Gobierno, al comprobar que era incapaz de tomar la ciudad, por el general Antonio Van Halen, que logró estrechar el cerco. Ante esto y coincidiendo con el levantamiento de la ciudad de Málaga, el regente y el Gobierno tuvieron que levantar el sitio y retirarse, triunfando el pronunciamiento. 
Reconociendo la valerosa actuación de Granada, el día 18 de diciembre de 1843, la reina firmaba el pergamino de concesión, que es custodiado en la actualidad en el Palacio Consistorial de la ciudad, con el texto:

El esfuerzo con que vosotros, heroicos granadinos, ayudados de la decidida guarnición defendisteis mi Trono y los intereses nacionales, ha llamado mi más alta atención. Fiel intérprete de mis sentimientos el Gobierno de la Nación concedió a esa Ciudad el título de heroica y un nuevo cuartel en su escudo de armas; y para que las generaciones futuras tengan un recuerdo y conozcan en vosotros un ejemplo de lo que vale un pueblo que combate por sus Reyes y sus instituciones. He venido en haceros donación de un CUADRO DE ORO en el que van esculpidas las armas de esa Ciudad con el nuevo Timbre.

Mi comisionado D. Jaime Salamanca, que os lo presentará, manifestará al mismo tiempo los sentimientos que me animan hacia vosotros, y lleva las instrucciones convenientes para que este acto se haga con la mayor solemnidad según es mi deseo. A vosotros me dirijo, Comisión de Gobierno, ayuntamiento constitucional, corporaciones, milicias y habitantes todos de la muy noble, muy leal, nombrada, grande, celebérrima y heroica Ciudad de Granada salud y rogad al Cielo me dé acierto en el Trono en que por la gracia de Dios y dé la Constitución me siento.
Yo, la Reina,

En mi Palacio de Madrid a 18 de diciembre de 1843.

En la orla policromada que adorna este pergamino y en su parte inferior, está pintado el escudo con el nuevo cuartel, con sus colores.

## Antiguos escudos de la ciudad
El escudo antiguo de la ciudad de Granada, del que se dice, aunque no consta documentalmente la fecha exacta, que ya se utilizaba en 1493, al año siguiente de la toma de la ciudad, es el que existe realizado en bordado de imaginería, en el Museo Histórico Municipal de Granada. La tradición popular lo supone bordado por la reina Isabel la Católica, a la que se atribuye ser aficionada a este arte en sus ocios y como entretenimiento. El único dato que al mismo se atribuye documentalmente, es que fue restaurado en 1697 por Pedro Guillén.
Lo cubre una corona sin diademas, y está orlado de hojas renacentistas, bordado en plata y sus cuarte1es en seda y pintados, en la parte superior figuran los Reyes Católicos sentados en sillones, en colores naturales, bajo dosel de oro con flecos de plata, Fernando V, con corona, manto rojo con cuello de armiño y cetro en su mano derecha, viste a la usanza del siglo XVI, y de su cuello pende el toisón de oro. Isabel I, con corona, manto blanco y cetro en su mano izquierda; bajo ellos, ocupando la parte inferior, una granada en oro abierta sobre fondo de plata. Orlado de cuatro torres de oro sobre fondo de plata, las situadas en el centro de la parte superior y de la inferior, con dos banderas inclinadas en diagonal ondeando en sus partes superiores, y entre ellas, cuatro leones rampantes, al natural, sobre fondo natural, cielo azul y tierra, los dos superiores vueltos hacia el interior y los dos inferiores hacia el interior. Torres y leones se inscriben en óvalos.
Este escudo es similar al que figura, rodado, en los antiguos documentos del concejo de la ciudad de Granada, y en construcciones antiguas: Lonja de la Capilla Real de Granada, antiguo palacio consistorial (Madraza), etc.
El más antiguo de los escudos del reino y ciudad de Granada, nazarí, en campo rojo, está cruzado desde su parte superior derecha a la inferior izquierda por una banda de oro, sostenida en sus extremos en sus fauces abiertas por dos dragones naturales, portando también en oro la inscripción, en caracteres islámicos, "sólo Dios es vencedor". Corresponde al rey Alhamar, fundador de la dinastía nazarí.